# ادوالا
ادوالا (انگلیسی: Odwalla) شرکت کالای آمریکایی است، که در سال ۱۹۸۰ تأسیس شد.